# Меген
Меген (нід. Megen) — місто в нідерландській провінції Північний Брабант. Входить до муніципалітету Осс.
Його площа становить 5,34 км², а населення станом на 2021 рік складало 1 740 осіб.
До 1994 року мало статус окремого муніципалітету.

## Галерея

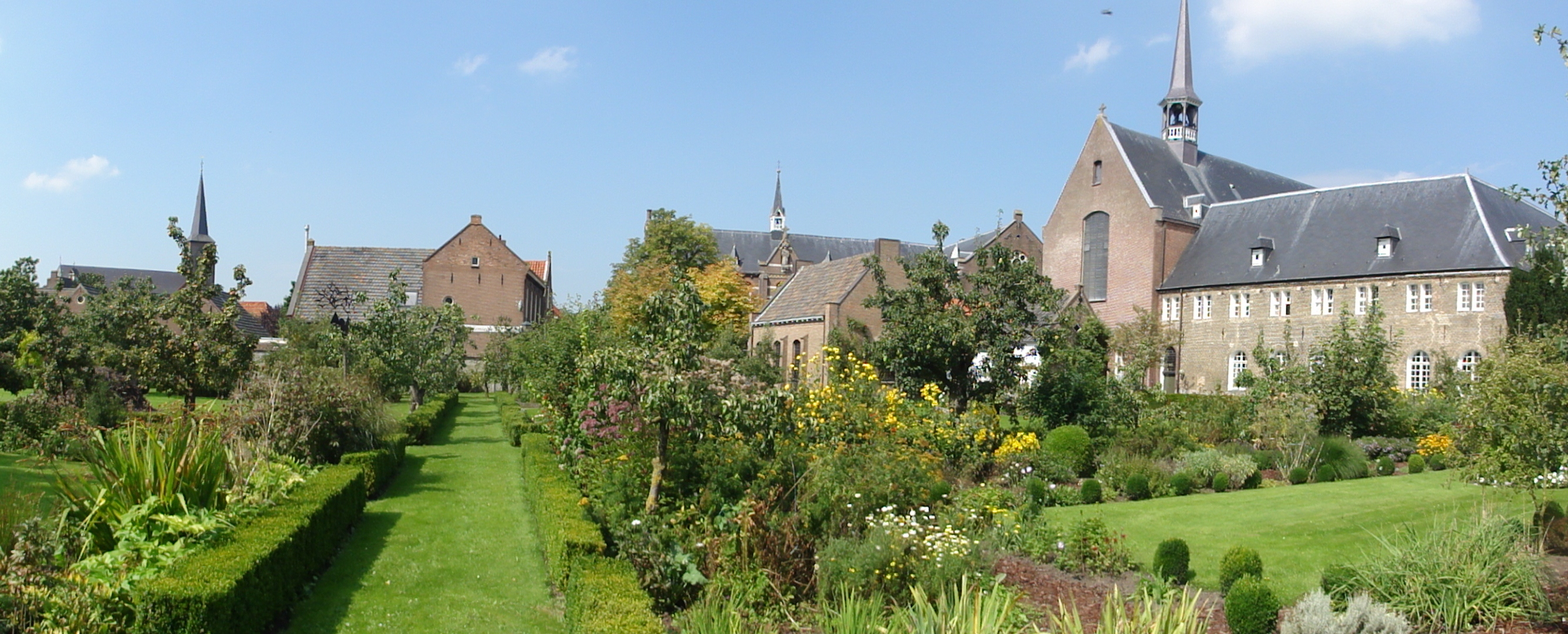
Панорама Мегена
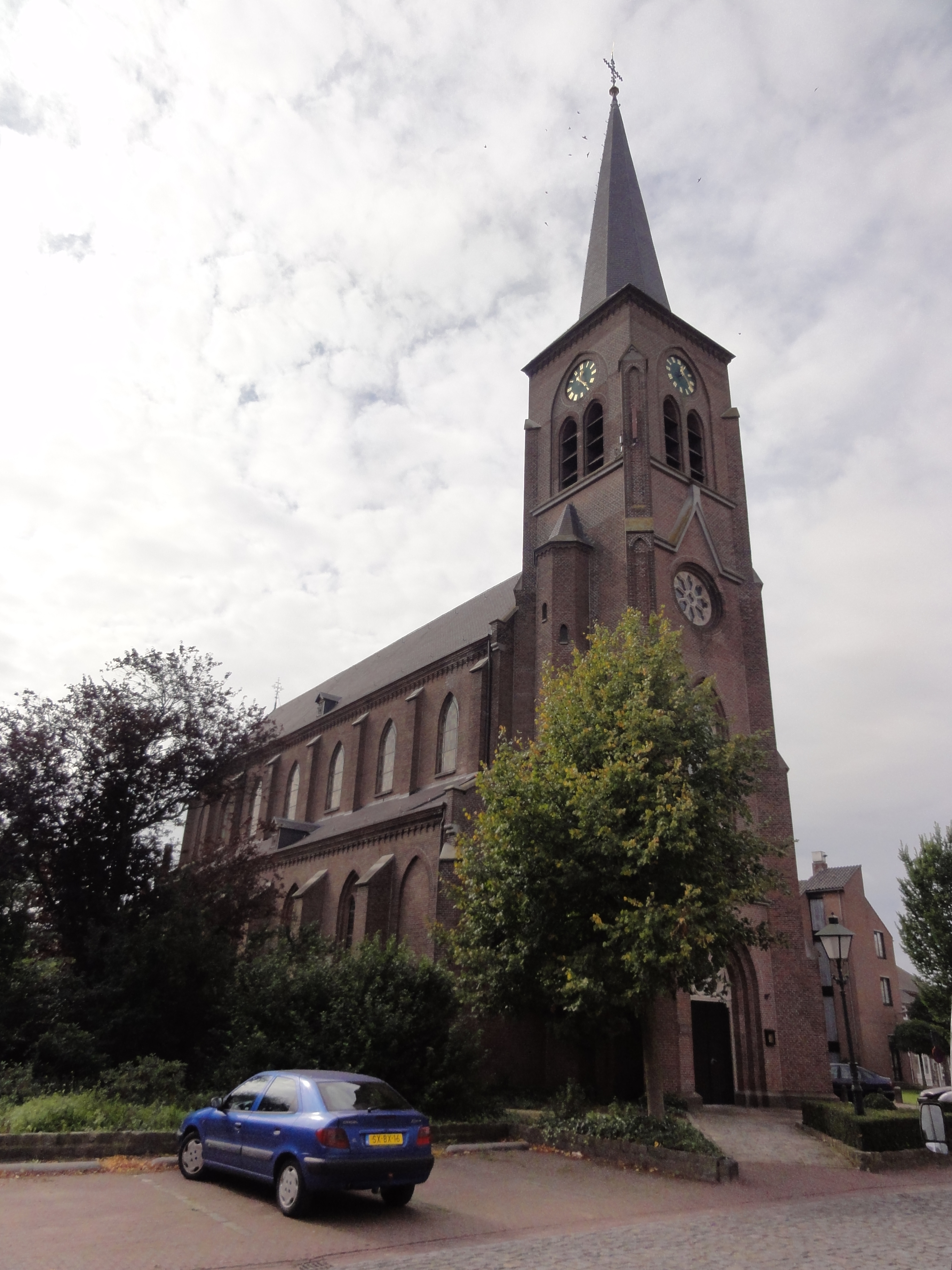
Католицька церква у місті
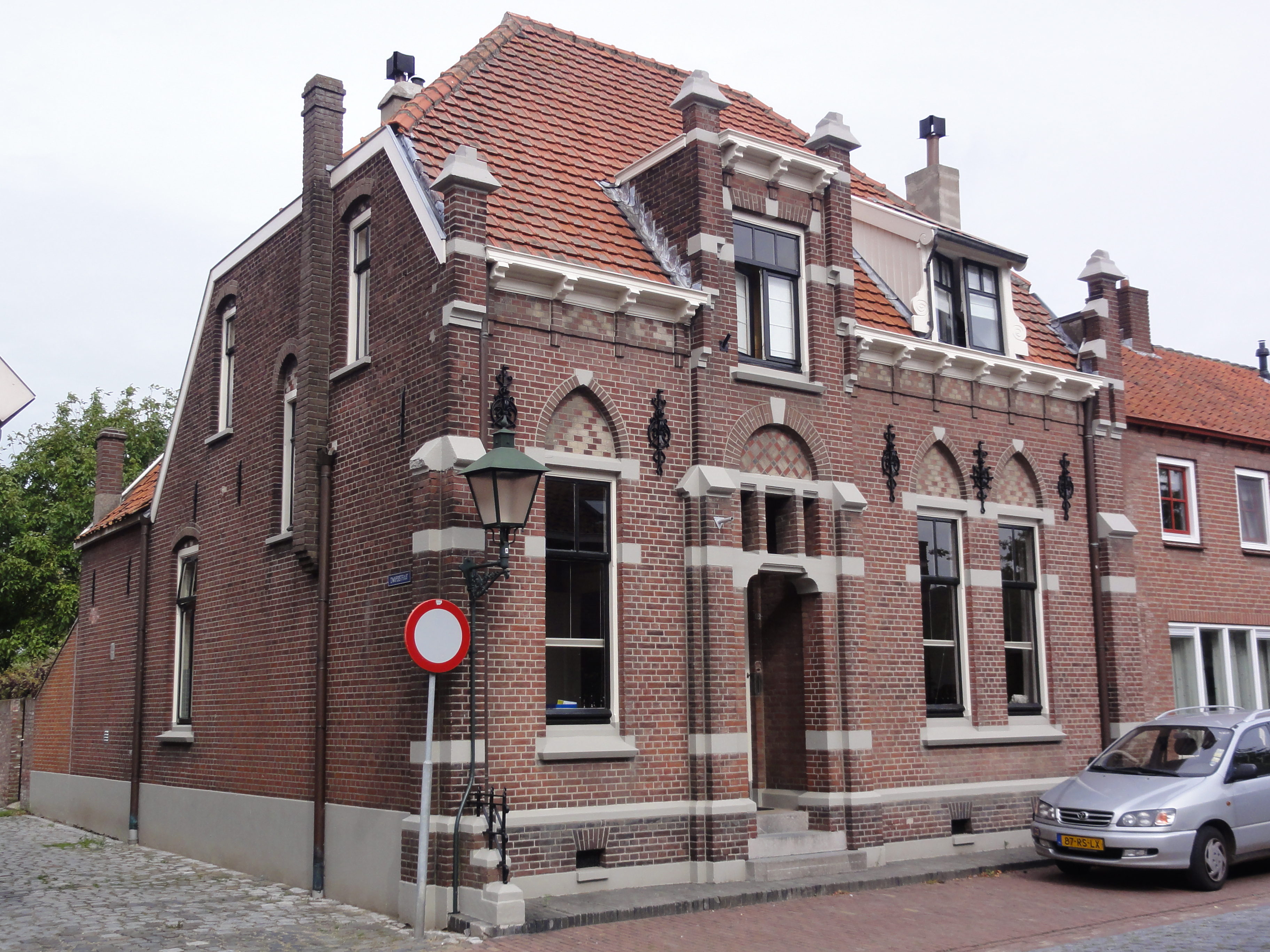
Будинок в Мегені
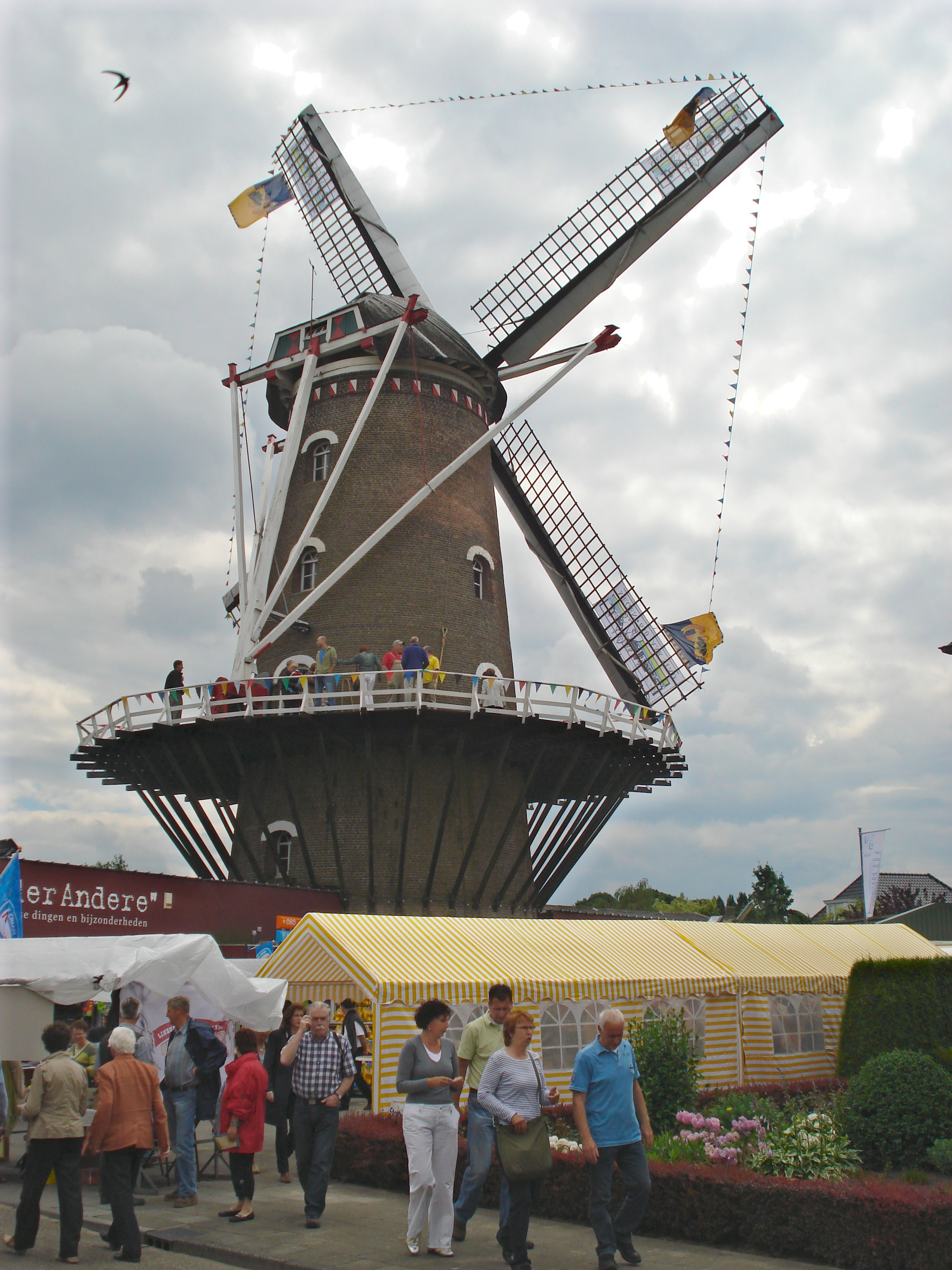
Вітряк у місті